# اسکولیوز

اندازه‌گیری زاویه کاب در اسکولیوز.

بیماری کَژپُشتی یا اِسکُلیوز (به انگلیسی: Scoliosis) انحراف جانبی ستون مهره‌ها (به راست یا چپ) می‌تواند به علت ناهنجاری مادرزادی (مثلاً نوروفیبروماتوز) یا اسکولیوز اکتسابی (مثلاً بیماری راشیتیسم) ایجاد شود.
اختلال در عملکرد عضلات که ماهیچه‌آسیبی (میوپاتی) خوانده می‌شود به نوع خاصی از اسکولیوز منجر می‌شود که به آن اسکولیوز ماهیچه‌آسیبی Myopathic می‌گویند. دیستروفی‌های عضلانی جزو این گروه قرار می‌گیرند.
ممکن است اسکولیوز به علت اختلال عملکرد نورون‌ها ایجاد شود که بنام اسکولیوز عصب‌آسیبی (نوروپاتی) Neuropathic شناخته می‌شود.
مسئله مهمی که باید در انحراف جانبی ستون فقرات توجه داشته باشیم این است که جهت حرکت زوائد خاری spinous processes به سمت تقعر می‌باشد درحالیکه دنده‌ها و جسم مهره‌ها برخلاف زواید خاری چرخشی به طرف تحدب دارند. این پدیده (چرخش دنده‌ها به سمت تحدب) باعث ایجاد برجستگی در سمت تحدب می‌گردد که به آن کوهان خلفی posterior hump گفته می‌شود.

## انواع
به هرگونه انحراف ستون فقرات اسکولیوز می‌گویند که به دو صورت C و S وجود دارد. در نوع C یک قوس و در نوع S دو قوس غیرنرمال ایجاد می‌شود. میزان قوس در افراد مبتلا به این بیماری متفاوت می‌باشد که خود این مسئله نوعی از درجه‌بندی را ایجاد می‌کند. در کژپشتی به دلیل عدم قرینگی و غیرطبیعی بودن ستون فقرات، نیروهای وارده به آن حتی درصورت طبیعی بودن باعث فشار به عضلات، رباطها، دیسک‌های بین مهره‌ای و مفاصل بین مهره‌ای پشتی Facet Joints می‌گردد و در نتیجه منجر به تشدید درد در ستون فقرات به‌ویژه ناحیه کمر می‌شود.
البته طبقه‌بندی اسکولیوز به دو صورت غیرساختمانی Mobile و ساختمانی Fixed نیز ممکن است که جهت نوع درمان مهم است. در نوع غیرساختمانی که برگشت‌پذیر نیز خوانده می‌شود درصورت خم کردن تنه به جلو یا دراز کشیدن اصلاح می‌شود.
وضعیت‌های نادرست، کمردردها ی شدید به خصوص فتق دیسک، برخی از تومورها و اختلاف طول اندامها می‌توانند این حالت را ایجاد کنند.
در نوع ساختمانی برخلاف نوع غیرساختمانی در حالت خم شدن به جلو انحراف و قوس ازبین نمی‌رود. اسکولیوز ساختمانی به دلیل نقص عضو، برخی از بیماری‌های عضلانی، بعضی از ناهنجاری‌ها ی مادرزادی، بیماری‌های عصبی (فلج مغزی، پولیومیلبت، سیرنگومیلی و…) و گهگاه به دلایل ناشناخته در کودکان، نوجوانان و جوانان به وجود می‌آید.
اسکولیوز با توجه به نوع آن، میزان انحراف، سن بیمار و… نیاز به وسایل کمکی، فیزیوتراپی یا عمل جراحی دارد.
این بیماری که بیشتر در دختران نوجوان پدید می‌آید علل مختلفی دارد که شایعترین آن اسکولیوز ناشناخته‌علت Idiopathic می‌باشد.
امروزه اسکن‌های سه بعدی لیزری به تشخیص و همچنین بررسی‌های دوره ای این نوع اختلال کمک می‌کنند و با توجه به اینکه آسیب یا ضرری برای غدد جنسی فعال در طی دوره بلوغ ندارند ترجیح داده می‌شوند.

## علائم
- سردرد
- تنگی نفس
- درد ستون فقرات
- ستون فقرات S یا C شکل
- ناف در مرکز بدن دیده نمی‌شود.
- نابرابر بودن شانه ها[۳]

## درمان
درمان این بیماری به دو روش صورت می‌گیرد: درمان جراحی و درمان غیرجراحی (ورزش‌های سه‌بعدی شروث "schroth"، بریس‌های تخصصی ستون فقرات). درمان غیرجراحی شامل فیزیوتراپی و کاردرمانی می‌باشد.
بیمارانی که نیاز به عمل جراحی دارند، شامل:
- اگر در سن رشد، میزان انحراف بیشتر از ۴۰ درجه باشد؛
- اگر انحراف جانبی در سنین رشدی به صورت پیش‌رونده ادامه یابد؛
- اگر بیشتر از ۵۰ درجه پس از پایان رشد باشد.